# Spoorlijn Hamm - Emden
De spoorlijn Hamm – Emden is een Duitse spoorlijn tussen Hamm en Emden en als spoorlijn 2931 onder beheer van DB Netze. Een deel van het traject is bekend als Hannoversche Westbahn.

## Geschiedenis
De lijn is in verschillende fases geopend. Het gedeelte tussen Hamm en Münster werd door de Münster-Hammer Eisenbahn-Gesellschaft (MHE) geopend op 26 mei 1848 voor het personenvervoer geopend en op 8 juni 1848 voor het goederenvervoer. Het gedeelte tussen Münster en Rheine werd door de Königlich-Westfälischen Eisenbahn-Gesellschaft (KWE) geopend op 26 juni 1856. Tussen Rheine en Emden werd de spoorlijn aangelegd door de Königlich Hannöverschen Staatseisenbahnen als onderdeel van de verbinding tussen Hannover en Emden via Rheine. Tussen Rheine en Lingen werd de lijn geopend op 26 juni 1856, van Lingen naar Papenburg was reeds geopend op 2 mei 1856. Het traject van Papenburg naar Emden was al op 24 november 1854 geopend, nog voor dat er verbinding was met de rest van het spoorwegnet.
In Lingen ontstond vanaf 1855 een centrale werkplaats voor dit traject die later uitgebouwd werd tot Ausbesserungswerk Lingen. In deze werkplaats werden tot 1985 stoomlocomotieven en goederenwagens onderhouden.
Oorspronkelijk was het eindstation in Emden station Emden Süd. Na de opening van het nieuwe Emden Hauptbahnhof in 1971 werd het station alleen nog in geval van calamiteiten gebruikt. In 2005 zijn de sporen hier opgebroken.

## Treindiensten

### DB
De Deutsche Bahn, Westfalenbahn en Arriva verzorgen het personenvervoer op dit traject met IC-, RE- en RB-treinen. 
| Serie            | Treinsoort                                    | Route | Bijzonderheden |
| ---------------- | --------------------------------------------- | --- | --- |
| IC 35            | Intercity (DB Fernverkehr)                    | [ Norddeich Mole ] / [ Emden Außenhafen ] – Emden Hbf – Leer (Ostfriesl) – Papenburg (Ems) – Meppen – Lingen (Ems) – Rheine – Münster (Westf) Hbf – Recklinghausen Hbf – Gelsenkirchen Hbf – Oberhausen Hbf – Duisburg Hbf – Düsseldorf Hbf – Köln Hbf – Bonn Hbf – Remagen – Andernach – Koblenz Hbf – Bingen (Rhein) Hbf – Mainz Hbf – Worms Hbf – Mannheim Hbf – [ Karlsruhe Hbf – Offenburg – Donaueschingen – Singen (Hohentwiel) – Konstanz ] / [ Heidelberg Hbf – Vaihingen (Enz) – Stuttgart Hbf ] | Rijdt eenmaal per twee uur, op vrijdag en zaterdag rijdt er één trein vanaf Emden Hbf naar Konstanz. Op zondag rijdt er één trein vanaf Konstanz naar Emden Hbf. Enkele treinen van/naar Emden Außenhafen     |
| IC 56            | Intercity (DB Fernverkehr)                    | [ [ Norddeich Mole ] / [ Emden Außenhafen ] – Emden Hbf – Leer (Ostfriesl) – Oldenburg (Oldb) Hbf – Bremen Hbf – Hannover Hbf – Braunschweig Hbf ] / [ Warnemünde – Rostock Hbf – Bützow – Bad Kleinen – Schwerin Hbf – Ludwigslust – Wittenberge – Stendal Hbf ] – Magdeburg Hbf – [ Halle (Saale) Hbf – Leipzig Hbf ] / [ Brandenburg Hbf – Potsdam Hbf – Berlin Hbf – Berlin Ostbahnhof – Cottbus ] | Eén trein per dag vanaf Magdeburg Hbf naar Cottbus. Eén trein per dag vanaf Warnemünde. Tussen Norddeich Mole en Bremen Hbf worden ook plaatsbewijzen van het regionale verkeer geaccepteerd.                 |
| 140/240 IC 77    | Intercity (NS International / DB Fernverkehr) | Amsterdam Centraal – Hilversum – Amersfoort Centraal – Apeldoorn – Deventer – Hengelo – Bad Bentheim – Rheine – Osnabrück Hbf – Bünde (Westf) – Hannover Hbf – Berlin-Spandau – Berlin Hbf – Berlin Ostbahnhof | Stopt niet in Almelo. Rijdt elke twee uur. |
| RE 1             | Regional-Express (DB Regio Nord)              | Hannover Hbf – Nienburg (Weser) – Verden (Aller) – Bremen Hbf – Delmenhorst – Hude – Oldenburg (Oldb) Hbf – Leer (Ostfriesl) – Emden Hbf – Norddeich Mole | Rijdt eenmaal per twee uur. |
| RE 7             | Regional-Express (National Express)           | Rheine – Münster (Westf) Hbf – Hamm (Westf) – Hagen Hbf – Wuppertal Hbf – Solingen Hbf – Köln Hbf – Neuss Hbf – Krefeld Hbf | Rhein-Münsterland-Express |
| RE 15            | Regional-Express (Westfalenbahn)              | (Emden Außenhafen – ) Emden Hbf – Leer (Ostfriesl) – Papenburg (Ems) – Meppen – Lingen (Ems) – Rheine – Münster (Westf) Hbf | Emsland-Express Enkele treinen van/naar Emden Außenhafen |
| 20100 RS 6 RB 57 | Stoptrein (Arriva)                            | Groningen – Groningen Europapark – Kropswolde – Martenshoek – Hoogezand-Sappemeer – Zuidbroek – Scheemda – Winschoten – Bad Nieuweschans – Weener – ‒ Leer | Ook wel Wiederline genoemd. Vanwege brugschade geen treinverkeer mogelijk tussen Weener en Leer. Op dit traject rijdt lijnbus 620 van Weser-Ems Bus. Er rijden ook Arrivabussen tussen Groningen en Leer v.v. |
| 20350 RB 61      | Stoptrein/Regionalbahn (Keolis)               | Hengelo – Bad Bentheim – Rheine – Osnabrück Hbf – Bünde(Westf) – Bielefeld Hbf | Wiehengebirgsbahn |
| RB 63            | Regionalbahn (DB Regio Westfalen)             | Münster Zentrum Nord – Münster (Westf) Hbf – Coesfeld (Westf) | Baumberge-Bahn |
| 20180 RB 64      | Regionalbahn (DB Regio NRW)                   | Münster (Westf) Hbf – Steinfurt-Burgsteinfurt – Gronau (Westf) – Enschede | Euregio-Bahn |
| RB 65            | Regionalbahn (eurobahn)                       | Münster (Westf) Hbf – Rheine | Ems-Bahn |
| RB 68            | Regionalbahn (DB Regio NRW)                   | Münster (Westf) Hbf – Greven – Rheine | Emsauen-Bahn |
| RB 69            | Regionalbahn (Eurobahn)                       | Münster (Westf) Hbf – Hamm (Westf) – Gütersloh Hbf – Bielefeld Hbf | Ems-Börde-Bahn |
| RB 89            | Regionalbahn (Eurobahn)                       | Münster (Westf) Hbf – Hamm (Westf) – Paderborn Hbf – (Warburg (Westf) – Hofgeismar – Kassel-Wilhelmshöhe) | Ems-Börde-Bahn 2x per uur Münster-Paderborn, 1x per twee uur van/naar Warburg, enkele treinen van/naar Kassel                                                                                                 |

## Aansluitingen
In de volgende plaatsen is of was er een aansluiting op de volgende spoorlijnen:
Hamm (Westf)
DB 1700, spoorlijn tussen Hannover en Hamm
DB 2650, spoorlijn tussen Keulen en Hamm
DB 2923, spoorlijn tussen Hamm Rangierbahnhof W431 en Hamm W936
DB 2930, spoorlijn tussen Soest en Hamm
DB 2932, spoorlijn tussen Unna en Hamm
DB 2990, spoorlijn tussen Minden en Hamm
aansluiting Feldmark
DB 2920, spoorlijn tussen aansluiting Feldmark en Hamm Rangierbahnhof
Bockum-Hövel
DB 9207, spoorlijn tussen Bönen en Bockum-Hövel
aansluiting Lechtenberg
DB 2011, spoorlijn tussen aansluiting Lechtenberg en Kanal Bbf
Münster (Westf) Hauptbahnhof
DB 2000, spoorlijn tussen Lünen en Münster
DB 2200, spoorlijn tussen Wanne-Eickel en Hamburg
DB 2013, spoorlijn tussen Münster en Rheda-Wiedenbrück
DB 2265, spoorlijn tussen Empel-Rees en Münster
DB 9213, spoorlijn tussen Neubeckum en Münster
Münster Zentrum Nord
DB 2014, spoorlijn tussen Münster en Glanerbeek
Rheine Rs
DB 2021, spoorlijn tussen Rheine Rs en Rheine
DB 2022, spoorlijn tussen Rheine Rs en Rheine Rangierbahnhof
Rheine
DB 44, spoorlijn tussen Rheine en de Emshafen
DB 2020, spoorlijn tussen Ochtrup en Rheine
DB 2021, spoorlijn tussen Rheine Rs en Rheine
DB 2273, spoorlijn tussen Bottrop Nord en Quakenbrück
DB 2992, spoorlijn tussen Löhne en Rheine
Salzbergen
DB 2026, spoorlijn tussen Almelo en Salzbergen
Meppen
DB 9201, spoorlijn tussen Meppen en Essen (Oldenb)
Lathen
DB 9200, spoorlijn tussen Lathen en Werlte
Ihrhove
DB 1575, spoorlijn tussen Ihrhove en Nieuweschans
Leer (Ostfriesl)
DB 1520, spoorlijn tussen Oldenburg en Leer
Emden Rbf
DB 1570, spoorlijn tussen Emden Rbf en Jever
DB 1571, spoorlijn tussen Emden Rbf W102 en W198
DB 1577, spoorlijn tussen Emden Rbf en Emden Südkai

## Afscheid stoomtractie
Op de Emslandstrecke zette de Deutsche Bundesbahn als laatste traject planmatig stoomlocomotieven voor personenvervoer in. Deze waren voor personenvervoer de serie 012 tot en met mei 1975 in gebruik en voor goederenvervoer de series 042 en 043 tot de herfst van 1977.
Onder spoorweghobbyisten stonden de zware ertstreinen die tussen Emden en Rheine met stoomtractie reden bekend als Langer Heinrich. Vanuit Rheine werden deze treinen met elektrische locomotieven verder naar het Ruhrgebied gereden.
De laatste buitendienst gestelde stoomlocomotief van de DB, DB 043 196-5 werd in 1978 voor het station van Salzbergen opgesteld. Hieromheen is een tentoonstelling ingericht met andere zaken uit de tijd.

## Elektrische tractie
Het gedeelte van Hamm naar Münster werd geëlektrificeerd met een spanning van 15.000 volt 16⅔ Hz in 1966, gevolgd door Münster Rheine in 1972. Doordat burgers protesteerden tegen de aanleg van een voedingslijn langs de spoorlijn werd de elektrificatie van het traject van Rheine naar Salzbergen twee jaar vertraagd en in gebruik genomen in 1975, het traject van Salzbergen naar Emden in 1980.